# Eurothermen Resorts
EurothermenResorts Oberösterreich ist die Dachmarke, unter der die OÖ Thermenholding GmbH drei Thermen  in Oberösterreich betreibt: Bad Hall, Bad Ischl und Bad Schallerbach. An allen drei Standorten betreibt das Unternehmen neben den Thermen auch mit diesen verbundene Hotels und Gesundheitszentren.

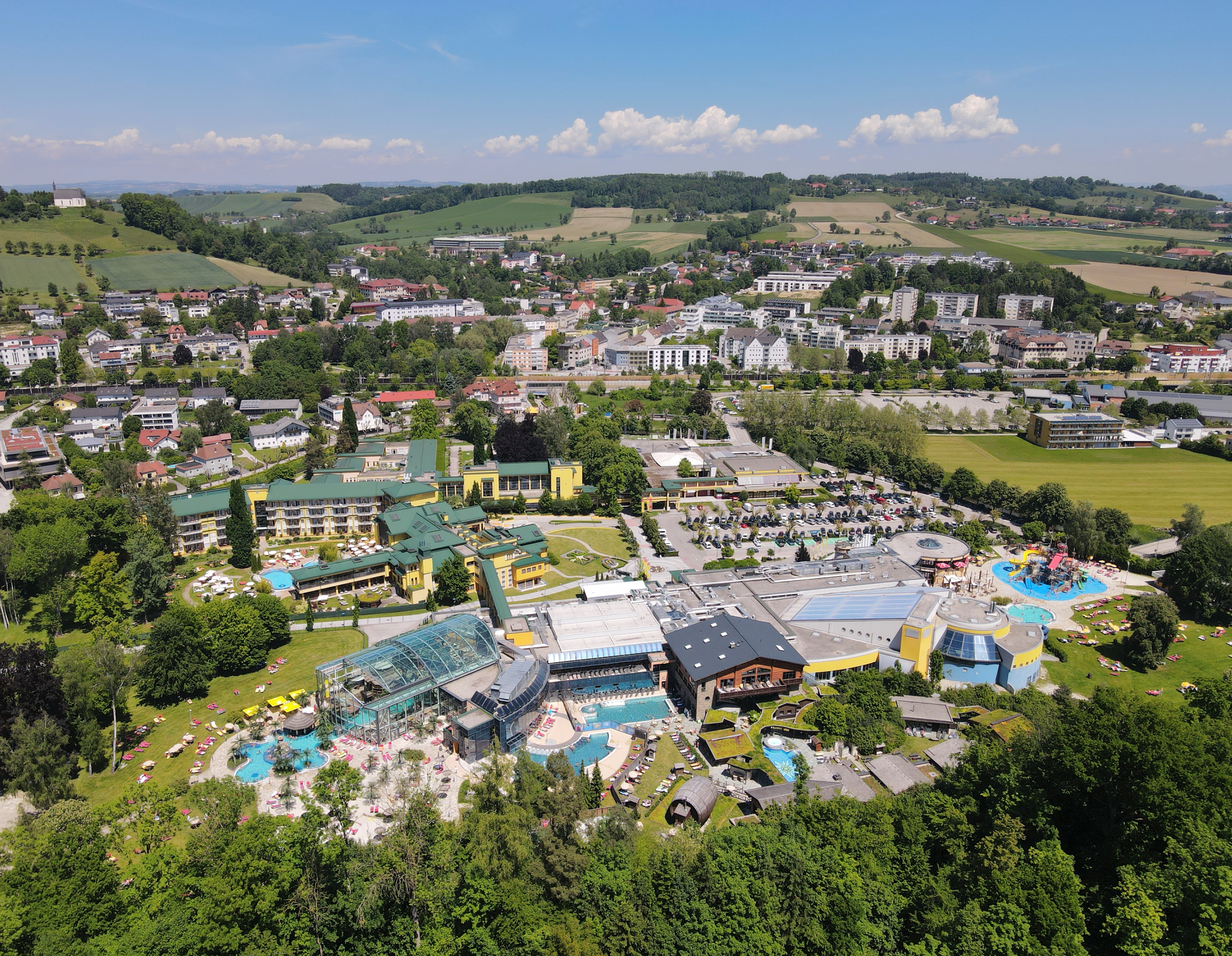
EurothermenResort-Anlage in Bad Schallerbach
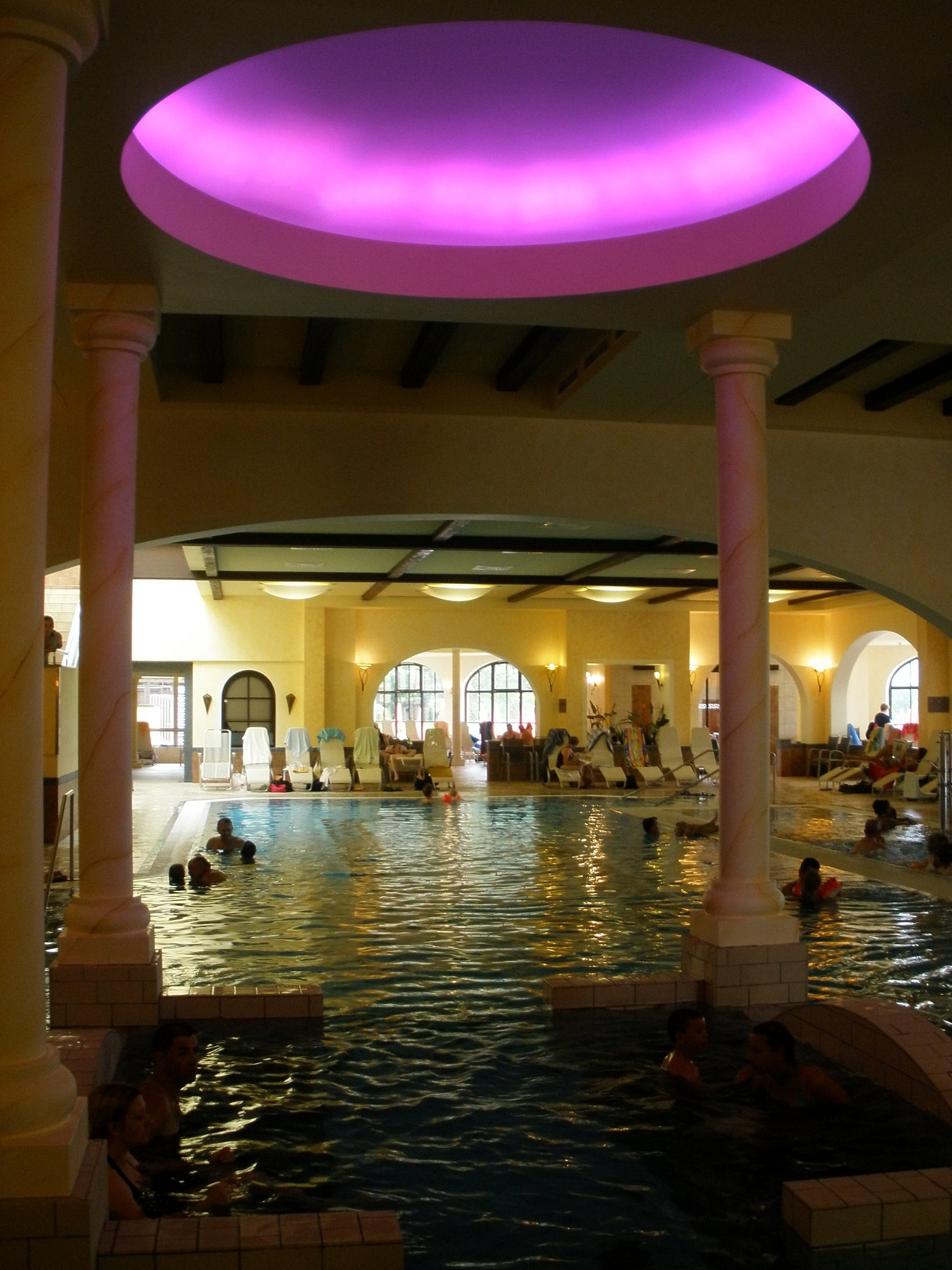
Die Therme Mediterrana, Teil des Resorts in Bad Hall
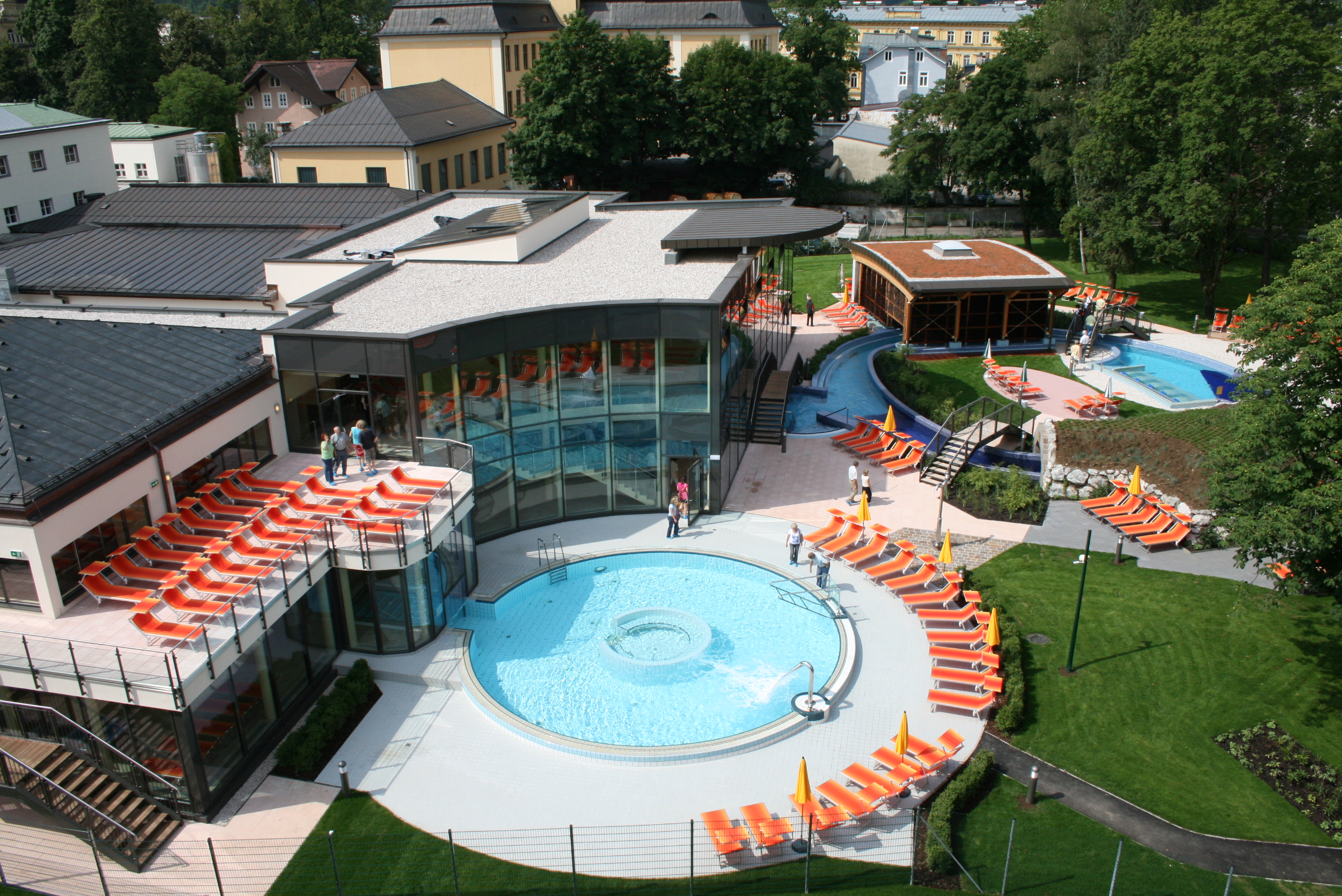
Salzkammergut-Therme, Teil des Resorts in Bad Ischl

## Geschichte
Seit dem Jahr 2008 sind Bad Schallerbach, Bad Hall und Bad Ischl unter der Dachmarke EurothermenResorts vereint. Aus den ehemaligen Landeskuranstalten wurden seitdem moderne Gesundheits- und Wellnesseinrichtungen. Alle drei Standorte bieten ein Komplettangebot aus Hotels, Thermen, Therapien und Seminaren an.
Im Zeitraum von 2008 bis 2012 wiesen die Eurothermen insgesamt 6,2 Millionen Thermenzutritte, 1,22 Millionen Nächtigungen und einen Gesamtumsatz in Höhe von 230 Millionen Euro auf.
Im Jahr 2012 verzeichnete EurothermenResorts Oberösterreich 1,49 Millionen Thermeneintritte, und die OÖ Thermenholding ist mit 56,6 Millionen Euro Gesamtumsatz und über 800 Mitarbeitern (2012) größtes Tourismusunternehmen Oberösterreichs.
Sie befindet sich in 100-%-Besitz der OÖ Landesholding und damit des Landes Oberösterreich.
Generaldirektor war Markus Achleitner, mit 1. Dezember 2018 folgte ihm Thomas Prenneis in dieser Funktion nach. Auf der im Sommer 2018 anlässlich des 100. Jahrestages der Thermalquelle Bad Schallerbach neu eingerichteten Thermen-Promenade wurde Achleitner mit einem eigenen Meilenstein gewürdigt.